# Лиляново
Лиля̀ново е село в Югозападна България. То се намира в община Сандански, област Благоевград.

## Население

### Етнически състав
Преброяване на населението през 2011 г.
Численост и дял на етническите групи според преброяването на населението през 2011 г.:
|                     | Численост |
| Общо                | 196       |
| Българи             | 185       |
| Турци               | -         |
| Цигани              | -         |
| Други               | (         |
| Не се самоопределят | -         |
| Неотговорили        | 8         |

## География
Село Лиляново се намира в планински район по протежение на долината на река Санданска Бистрица. Разположено е по пътя от Сандански за вилната зона Попина лъка.

## История
В „Етнография на вилаетите Адрианопол, Монастир и Салоника“, издадена в Константинопол в 1878 година и отразяваща статистиката на населението от 1873 година, Леляново (Lélianovo) е посочено като село с 38 домакинства и 120 българи.
В 1891 година Георги Стрезов пише за селото:
| „ | Лиляново, село на СЗ от Мелник, 6 часа път. Имат си църва, в която се чете по гръцки. Къщи 85, само българе. | “ |

Към 1900 година според статистиката на Васил Кънчов („Македония. Етнография и статистика“) населението на селото е 412 души, всички българи-християни.

## Икономика
В землището на Лиляново са разположени основните съоръжения на Каскада „Санданска Бистрица“, включително две от трите електроцентрали - ВЕЦ „Попина лъка“ и ВЕЦ „Лиляново“.